# Paracerura
Genre
Paracerura est un genre de collemboles de la famille des Isotomidae.

## Distribution
Les espèces de ce genre sont endémiques du Brésil.

## Liste des espèces
Selon Checklist of the Collembola of the World (version du 4 septembre 2019) :
- Paracerura airesi de Mendonça, Abrantes & Fernandes, 2009
- Paracerura bella de Mendonça & Queiroz, 2017
- Paracerura cristinae Abrantes & Duarte, 2013
- Paracerura gandarela de Mendonça & da Silveira, 2013
- Paracerura itatiaiensis (Arlé, R, 1960)
- Paracerura pallida Abrantes & Duarte, 2013
- Paracerura paulista Abrantes & Duarte, 2013
- Paracerura pindorama Queiroz & de Mendonça, 2010
- Paracerura serrana de Mendonça, Abrantes & Fernandes, 2009
- Paracerura virgata Deharveng & de Oliveira, 1994

## Publication originale
- Deharveng & de Oliveira, 1994 : Paracerura virgata n. g., n. sp. (Collembola, Isotomidae), nouveau collembole d'Amazonie centrale. Revue Suisse de Zoologie, vol. 101, no 2, p. 441-446 (texte intégral).